# Aurélio Monteiro
Aurélio Monteiro (Rio de Janeiro, 20 de junho de 1916 – 4 de outubro de 1995) foi um médico brasileiro.
Graduado em medicina pela Faculdade Nacional de Medicina da Universidade do Brasil em 1937. Doutor em medicina (1946) e especialista em ginecologia e obstetrícia pela Associação Médica Brasileira - FEBRASGO em 1968. Foi eleito membro da Academia Nacional de Medicina em 1978, sucedendo Rolando Monteiro na Cadeira 68, que tem Arnaldo Tertuliano de Oliveira Quintella como patrono.